# Мадридська архідіоцезія
Мадри́дська архідіоце́зія (лат. Archidioecesis Matritensis; ісп. Archidiócesis de Madrid) — архідіоцезія римського обряду Католицької церкви в Іспанії, з центром у місті Мадрид. Охоплює терени провінції Мадрид. Входить до складу Мадридської церковної провінції.  Заснована 25 березня 1964 року. Голова — архієпископ Мадридський. Центральний храм — Мадридський собор. Суфраганні діоцезії — Алькала-де-Енареська і Хетафська. Площа — 3,663 км². Населення — 4,178,000 ос.; з них католики — 3,615,000 ос. (86.5%). Чинний голова — Хосе Кобо Кано, архієпископ Мадридський.

## Мадридська церковна провінція
- Мадридська архідіоцезія
- Алькала-де-Енареська діоцезія
- Хетафська діоцезія

## Архієпископи
- 12 квітня 1983 — 28 липня 1994: Анхель Сукія-Гойкоечеа
- 28 липня 1994 — 28 серпня 2014: Антоніо-Марія Роуко-Валера
- 28 серпня 1994 — 12 червня 2023: Карлос Осоро Сьєрра
- Хосе Кобо Кано

## Статистика
Згідно з «Annuario Pontificio» і Catholic-Hierarchy.org:
| Рік  | Населення | Населення | Населення | Священики | Священики | Священики | Священики           | Диякони | Ченці    | Ченці  | Парафії |
| Рік  | католики  | загалом   | %         | загалом   | секулярні | ченці     | вірних на священика | Диякони | чоловіки | жінки  | Парафії |
| ---- | --------- | --------- | --------- | --------- | --------- | --------- | ------------------- | ------- | -------- | ------ | ------- |
| 1950 | 1.901.503 | 1.909.003 | 99,6      | 1.688     | 936       | 752       | 1.126               |         | 1.673    | 6.635  | 281     |
| 1970 | 3.673.424 | 3.682.874 | 99,7      | 3.278     | 1.500     | 1.778     | 1.120               |         | 3.501    | 12.365 | 559     |
| 1980 | 4.320.000 | 4.936.000 | 87,5      | 3.415     | 1.915     | 1.500     | 1.265               | 1       | 2.968    | 9.650  | 638     |
| 1990 | 4.108.268 | 4.964.486 | 82,8      | 3.139     | 1.664     | 1.475     | 1.308               | 5       | 2.705    | 10.866 | 636     |
| 1999 | 3.110.000 | 3.450.000 | 90,1      | 3.329     | 1.430     | 1.899     | 934                 | 12      | 3.295    | 7.939  | 463     |
| 2000 | 3.110.000 | 3.456.406 | 90,0      | 3.320     | 1.431     | 1.889     | 936                 | 16      | 3.241    | 7.845  | 469     |
| 2001 | 3.155.840 | 3.507.658 | 90,0      | 3.255     | 1.390     | 1.865     | 969                 | 14      | 3.237    | 7.765  | 474     |
| 2002 | 3.235.000 | 3.595.000 | 90,0      | 3.263     | 1.390     | 1.873     | 991                 | 10      | 3.192    | 7.735  | 474     |
| 2003 | 3.345.000 | 3.716.000 | 90,0      | 3.283     | 1.417     | 1.866     | 1.018               | 11      | 3.190    | 7.719  | 481     |
| 2004 | 3.359.000 | 3.746.000 | 89,7      | 3.259     | 1.408     | 1.851     | 1.030               | 15      | 3.143    | 7.673  | 476     |
| 2013 | 3.615.000 | 4.178.000 | 86,5      | 3.151     | 1.403     | 1.748     | 1.147               | 29      | 2.553    | 7.060  | 478     |
| 2016 | 3.511.000 | 4.040.000 | 86,9      | 3.066     | 1.390     | 1.676     | 1.145               | 36      | 2.218    | 6.648  | 481     |